# Parròquia del Crist Redemptor
La parròquia del Crist Redemptor, pertany a l'Arxiprestat del Guinardó dins l'Arquebisbat de Barcelona i es troba al límit entre Can Baró i el Baix Guinardó, ben a prop de la frontera amb Gràcia.

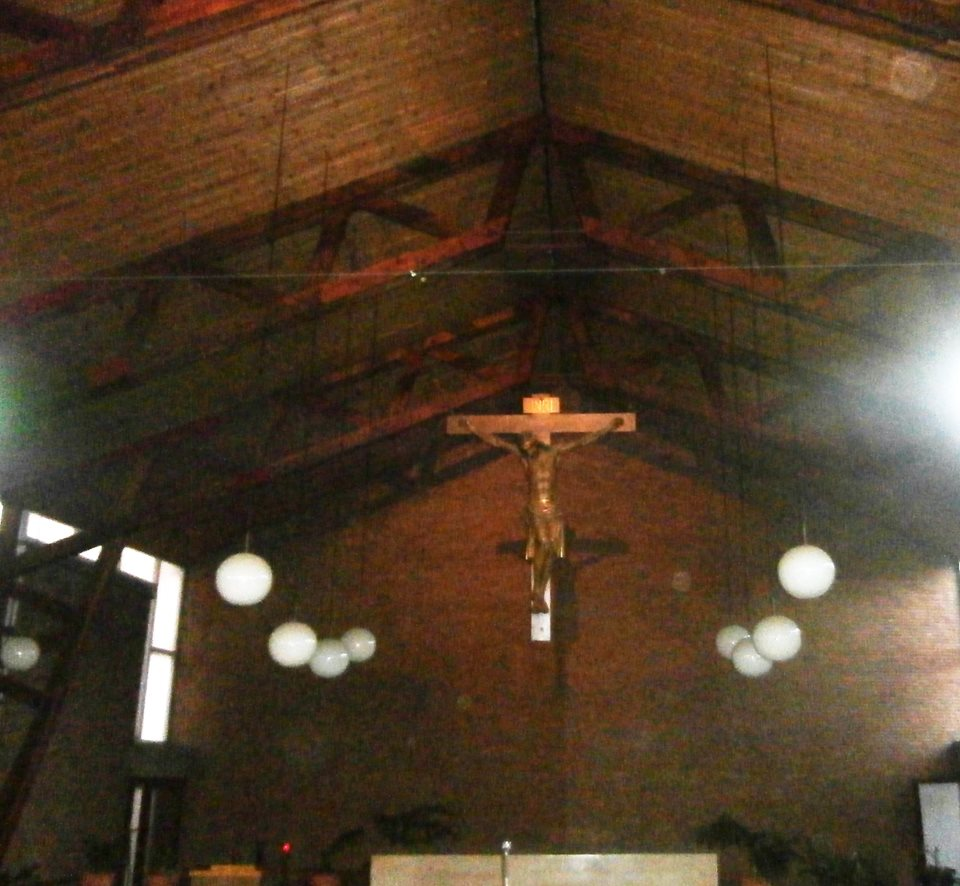
Interior de l'església

La parròquia consta essencialment de dos edificis: El primer, construït als anys 30, d'estil noucentista, de dimensions humils però molt decorat en el seu interior. La construcció d'aquest primer temple es va dur a terme en el context de la urbanització del barri i va donar nom al Passatge del Redemptor. Val a dir que les pintures murals es van començar a restaurar el 2016.
Posteriorment es va construir un segon edifici, molt més gran i d'estil racionalista caracteritzat per tenir una sola nau, amb materials a la vista i espais diàfans obra de l'estudi d'arquitectes catalans MBM. La parròquia recorda una mica a l'estil de la veïna església de la Salut o de l'església de la Comunitat de Taizé.
La festa patronal de la Parròquia se celebra coincidint amb la festivitat de Crist Rei, que tanca el calendari litúrgic catòlic.